# Зотеевка
Зотеевка — опустевшая деревня в Алексеевском районе Татарстана. Входит в состав городского поселения посёлок городского типа Алексеевское.

## География
Находится в западной части Татарстана на расстоянии приблизительно 5 км по прямой на юго-запад от районного центра Алексеевское.

## История
Основана в XVIII веке, известна была также под названием Провальная Яма.

## Население
Постоянных жителей было: в 1859 — 334, в 1897 — 251, в 1908 — 241, в 1920 — 276, в 1926 — 250, в 1938 — 234, в 1949 — 174, в 1958 — 95, в 1970 — 77, в 1979 — 47, в 2002 −0, 0 в 2010.

## Достопримечательности
В центре территории бывшей деревни находится карстовое озеро Провал.